# Neubau (Gemeinde Röhrenbach)
Neubau ist ein Ort und eine Katastralgemeinde der Gemeinde Röhrenbach (Niederösterreich) im Bezirk Horn in Niederösterreich.

## Geografie
Der Ort liegt im westlichen Teil des Horner Beckens zwischen Feinfeld und Groß Burgstall. Die Seehöhe in der Ortsmitte beträgt 429 Meter. Die Fläche der Katastralgemeinde umfasst 2,39 km². Die Einwohnerzahl beläuft sich auf 41 Einwohner (Stand: 1. Jänner 2024).

## Postleitzahl
In der Gemeinde Röhrenbach finden mehrere Postleitzahlen Verwendung. Neubau hat die Postleitzahl 3592.

## Bevölkerungsentwicklung
| Jahr      | 1830 | 1846 | 1869 | 1951 | 1961 | 1971 | 1991 | 2001 |
| --------- | ---- | ---- | ---- | ---- | ---- | ---- | ---- | ---- |
| Einwohner | 83   | 82   | 90   | 73   | 62   | 56   | 47   | 50   |

## Geschichte
Der Ort wurde erstmals 1318 urkundlich genannt. Nach den Reformen 1848/1849 konstituierte sich der Ort 1850 als selbständige Gemeinde und war zunächst dem Amtsbezirk Horn und ab 1868 dem Bezirk Horn unterstellt. Laut Adressbuch von Österreich waren im Jahr 1938 in der Ortsgemeinde Neubau ein Gastwirt, ein Gemischtwarenhändler und mehrere Landwirte ansässig. Heute ist Neubau ein Teil der Gemeinde Röhrenbach.

## Wirtschaft und Infrastruktur

### Verkehr
Der Ort ist nicht an den ÖPNV angeschlossen. Die nächstgelegene Haltestelle des Linienbusunternehmens PostBus der Linie 1308 (Horn-Zwettl) liegt in Feinfeld. Die nächstgelegenen Bahnhöfe der ÖBB sind Irnfritz an der Franz-Josefs-Bahn sowie Rosenburg und Horn an der Kamptalbahn.